# François Tombalbaye
François Tombalbaye (tiếng Ả Rập: فرنسوا تومبالباي Franswā Tūmbālbāy; 15 tháng 6 năm 1918 - 13 tháng 4 năm 1975), còn được gọi là N'Garta Tombalbaye, là một chính trị gia người Tchad. Tombalbaye là người đứng đầu đảng cầm quyền của chính quyền thuộc địa Tchad (Đảng Tiến bộ Tchadian). Sau năm 1959, Tombalbaye tiếp tục được bổ nhiệm làm người đứng đầu chính phủ của quốc gia sau khi giành được độc lập từ Đế quốc Pháp vào ngày 11 tháng 8 năm 1960. Ông ta điều hành đất nước như một nhà độc tài cho đến khi bị các thành viên của chính đảng mình ám sát vào năm 1975.